# Крістін Лунде-Боргерсен
Крістін Лунде-Боргерсен  (норв. Kristine Lunde-Borgersen, 30 березня 1980) — норвезька гандболістка, олімпійська чемпіонка.

## Виступи на Олімпіадах
| Олімпіада   | Дисципліна | Місце |
| ----------- | ---------- | ----- |
| Пекін 2008  | гандбол    | 1     |
| Лондон 2012 | гандбол    | 1     |